# Kaisa
Kaisa (ook wel Kaisaküla) is een dorp in de Estlandse gemeente Saaremaa, provincie Saaremaa.
Tot in oktober 2017 lag Kaisa in de gemeente Leisi. In die maand ging Leisi op in de fusiegemeente Saaremaa.

## Bevolking
De plaats had al in 2000 geen inwoners meer. Ook bij de volkstelling van 2011 werden er geen inwoners aangetroffen, maar bij de volkstelling van 2021 had Kaisa ineens weer 3 inwoners.

## Ligging
Kaisa ligt aan de rivier Leisi.

## Geschiedenis
Kaisa werd in 1453 voor het eerst genoemd onder de naam Bartelth tho Randever is tho Keysenkull, een nederzetting op het landgoed van Pärsama. In 1798 heette ze Kaisakül.